# Diacranthera crenata
Diacranthera crenata là một loài thực vật có hoa trong họ Cúc. Loài này được (Schltdl. ex Mart.) R.M.King & H.Rob. mô tả khoa học đầu tiên năm 1972.